# Leo Löwenthal
Pour les articles homonymes, voir Löwenthal.
Leo Löwenthal (né le 3 novembre 1900 à Francfort-sur-le-Main et mort le 21 janvier 1993 à Berkeley) est un sociologue allemand. Il est l'un des principaux représentants de l'école de Francfort et est spécialiste de la sociologie de la littérature. Il quitte l'Allemagne durant la Seconde Guerre mondiale pour rejoindre les États-Unis, où il deviendra professeur à l'université de Californie à Berkeley,. 

## Biographie
Leo Löwenthal naît en 1900 à Francfort-sur-le-Main. Il est le fils d'un physicien juif. Il fuit l'Allemagne nazie après l'arrivée au pouvoir d'Adolf Hitler pour s'installer à Genève, puis trouve refuge à l'université Columbia de New York, au côté d'autres membres de l'Institut de recherche sociale de l'université Johann Wolfgang Goethe de Francfort-sur-le-Main. Il rejoint le département de sociologie de l'université de Californie à Berkeley en 1956. Il prend sa retraite en 1968. 
Il décède à l'âge de 92 ans à Berkeley en Californie le 21 janvier 1993.

## Travaux
Leo Löwenthal est un spécialiste de la sociologie de la littérature, mais il a également travaillé sur les méthodes de sondage aux côtés de Paul Lazarsfeld,. 